# NBA Elite 11
《勁爆美國職籃 11》（NBA Elite 11）是一款籃球電子遊戲，由EA加拿大開發、EA Sports發行。遊戲原預計在PlayStation 3和Xbox 360平台上推出。但由於試玩版表現不佳，EA Sports決定取消原先的發售計畫，最終僅在iOS平台上推出。
本作是勁爆美國職籃系列中唯一英文名稱為「NBA Elite」而非「NBA Live」的作品。

## 耶穌事件
在遊戲正式版推出之前，EA Sports推出了該遊戲的試玩版。但在試玩版的過程當中，卻有玩家發現洛杉磯湖人隊的中鋒安德魯·拜能站在球場中間擺出綁定姿勢，並且上傳至YouTube中，吸引不少網友觀看。
而此事件也讓EA Sports決定取消在PlayStation 3和Xbox 360平台的發售計畫。
「耶穌事件」對後來勁爆美國職籃系列的發展造成負面影響，在2011至2013年都未推出其他作品。
2016年9月，EA Sports的競爭對手2K Sports在《NBA 2K17》試玩版中，把「耶穌事件」做為彩蛋放在遊戲中的動畫效果裡，具有惡搞意味。

## 遊戲片流入市面
就在EA Sports取消遊戲的發售計畫之後，EA將已進廠壓片的遊戲片全數銷毀，然而，部分的NBA Elite 11遊戲片卻躲過EA的回收，成功流入市面，目前確認至少已經有9套遊戲片流入市面，且皆是PS3版本，價格昂貴。光是在eBay中，一套NBA Elite 11遊戲片就高達3600美元（約新台幣109,000元）。